# 其塔木镇
其塔木镇，是中华人民共和国吉林省长春市九台区下辖的一个乡镇级行政单位。

## 行政区划
其塔木镇下辖以下地区：
其塔木社区、其塔木村、刘家村、红旗村、更新村、马场村、黎明村、三兴村、解放村、北山村、成家村、张大村、冯家村、双城村、戢家村、西山村、西哈村和新鲜村。